# Country Club Estates
Country Club Estates é uma Região censo-designada localizada no estado americano de Geórgia, no Condado de Glynn.

## Demografia
Segundo o censo americano de 2000, a sua população era de 7594 habitantes.

## Geografia
De acordo com o United States Census Bureau tem uma área de
12,4 km², dos quais 12,3 km² cobertos por terra e 0,1 km² cobertos por água.

## Localidades na vizinhança
O diagrama seguinte representa as localidades num raio de 40 km ao redor de Country Club Estates.